# Energhetic Dubăsari
Energhetic Dubăsari a fost un club de fotbal din Dubăsari, Republica Moldova. Clubul a fost fondat în 1996 și a participat în cea sezonul 1999-2000 a Diviziei Naționale. În 2007 echipa s-a desființat.